# Pont du Sablon
Le pont du Sablon est un pont qui relie Grenoble à La Tronche.
Il relie le quartier de l'ile Verte de Grenoble au quartier de La Tronche, où se trouvent le cimetière du grand Sablon et le centre funéraire intercommunal.
Il a été construit en 1939, trois années après la construction de l'ancien Stade Charles Berty, près du parc Paul-Mistral, afin de répondre aux exigences des militaires qui en avait cédé le terrain. Ces derniers voulaient en effet pouvoir accéder plus facilement au polygone du Génie, situé sur la rive droite de l'Isère (actuellement la forêt alluviale située entre la voie rapide N90 et la boucle de l'Isère).
Son nom provient du terrain de couleur gris-noir particulièrement sablonneux que l'on trouve dans cette boucle de la rivière. Il s'agit de terre alluviale que l'Isère charrie à foison depuis les cols savoyards. La rue Saint Ferjus qui mène au Pont du Sablon depuis Grenoble porte le nom de l'un des évêques qui occupa le siège épiscopal de Gratianopolis au VIIe siècle.
En 1989, le cascadeur Georges Burggraf, à l'occasion de ses 60 ans, emprunta l'arche du pont des Sablons en moto pour franchir le pont.
En 2003, le tablier du pont, les structures métalliques et le voile de béton qui supportent la chaussée furent entièrement rénovés.